# Johann Segebarth
Johann Peter Christoph Segebarth (auch Johannes Segebarth; * 16. Oktober 1833 in Wieck a. Darß; † 17. Mai 1919 in Prerow) war ein deutscher Seemann, Heimatdichter und Kommunalpolitiker.

## Leben

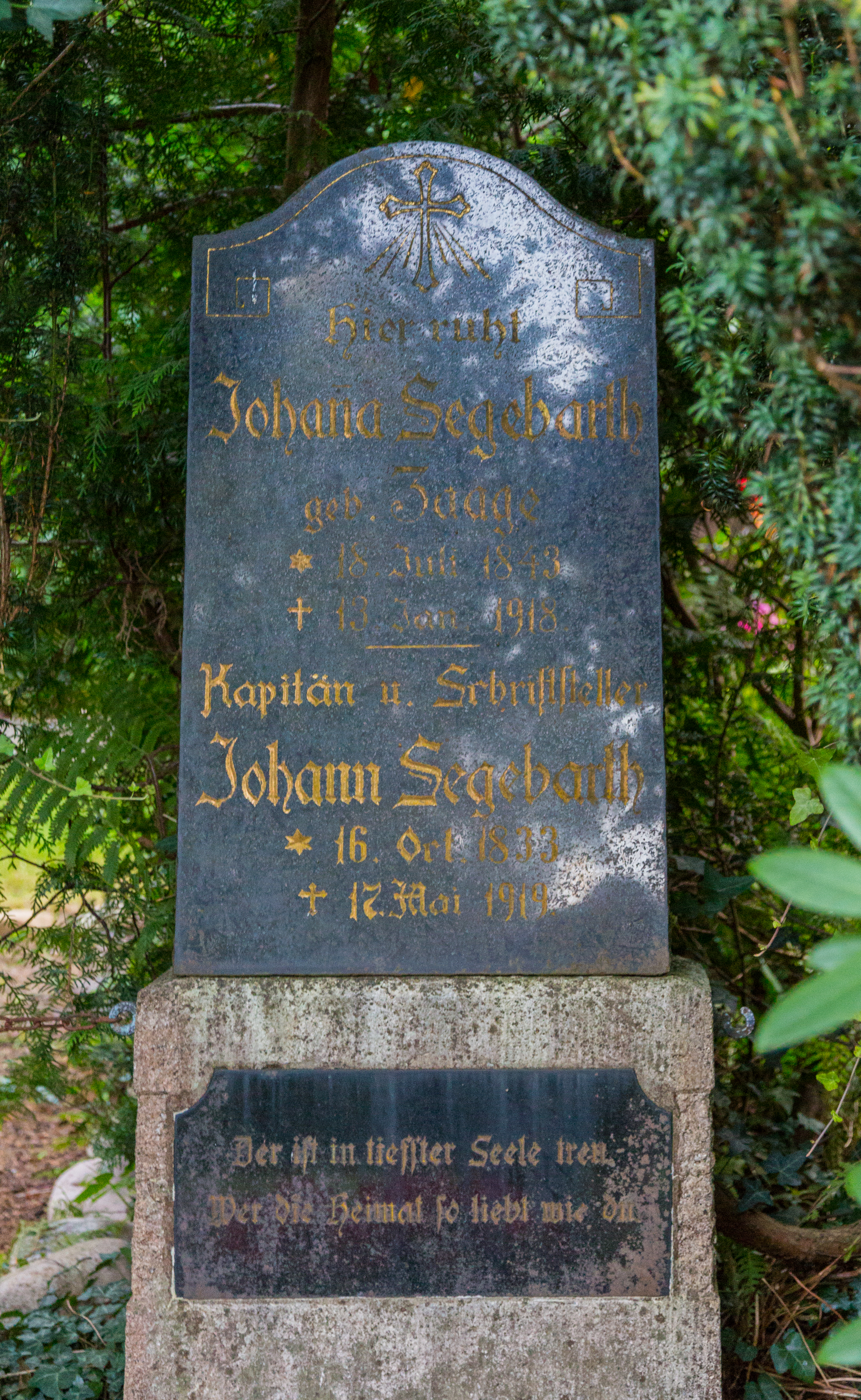
Grab von Johanna und Johann Segebarth auf dem Kirchhof der Seemannskirche Prerow.

Johann Segebarth, Sohn eines Seemanns, besuchte die Volksschule in Wieck auf dem Darß und fuhr seit dem 14. Lebensjahr zur See. Ab 1851 besuchte er die Navigationsschule in Prerow, ab 1853 in Stralsund und bestand im selben Jahr das Steuermannsexamen. Nachdem er mehrere Jahre auf verschiedenen Schiffen als Steuermann gefahren war, ließ er sich 1857 in Wieck ein eigenes Schiff, die Bark „Apotheker Diesing“ bauen. Dieses Schiff führte er 25 Jahre lang und unternahm damit unter anderem Fahrten ins Schwarze Meer und nach Nordamerika.
Nach seiner Heirat 1861 wohnte er in Prerow. Dort ließ er sich 1881 oder 1882 endgültig nieder. Er widmete sich der Kommunalpolitik und wurde zweimal Gemeindevorsteher. Er war maßgeblich an der Entwicklung Prerows zum Badeort beteiligt und war Vorsteher der Badeverwaltung. Er setzte sich für die Bahnverbindung zum Festland ein und argumentierte für diese in seinem 1900 erschienenen Buch Die Halbinsel Darß-Zingst. Ein Antrag der Gemeinde Prerow an den Oberpräsidenten der Provinz Pommern im selben Jahr wurde jedoch abgelehnt. Erst 1909 wurde der Bau der Darßbahn begonnen.
Johann Segebarth verfasste in seiner Freizeit Erzählungen in niederdeutscher Sprache. Eine Bühnenfassung seiner Erzählung De Darßer Smuggler wurde seit 2003 mehrmals bei den Darß-Festspielen in Born aufgeführt (zuletzt 2012).
Nach seinem Tod wurde Johann Segebarth auf dem Friedhof an der Seemannskirche in Prerow beigesetzt.

## Schriften (Auswahl)
- De Darßer Smuggler. Erzählung in niederdeutscher Mundart. Pasewalk 1884, 2. Aufl. Leipzig 1911, 3. Aufl. Leipzig 1925
- Ut de Demokratentid. Erzählung in niederdeutscher Mundart. Commissions-Verlag von August Schnurr, Pasewalk 1885
- Ut de olle Demokratentied. Schnurr, Pasewalk 1885, 2. Aufl. Leipzig 1912
- De irste Semmannsreis'. Poetische Erzählung  und  Up Frigensfäut. Erzählung in niederdeutscher Mundart. Berlin 1886
- Snaken un Snurren. Gedichte heiteren Inhalts in niederdeutscher Mundart. Wilh. Werther's Verlag, Rostock 1887
- Das Strafgericht. Werther, Rostock, 1888
- Die Halbinsel Darß-Zingst 1900